# Cruas

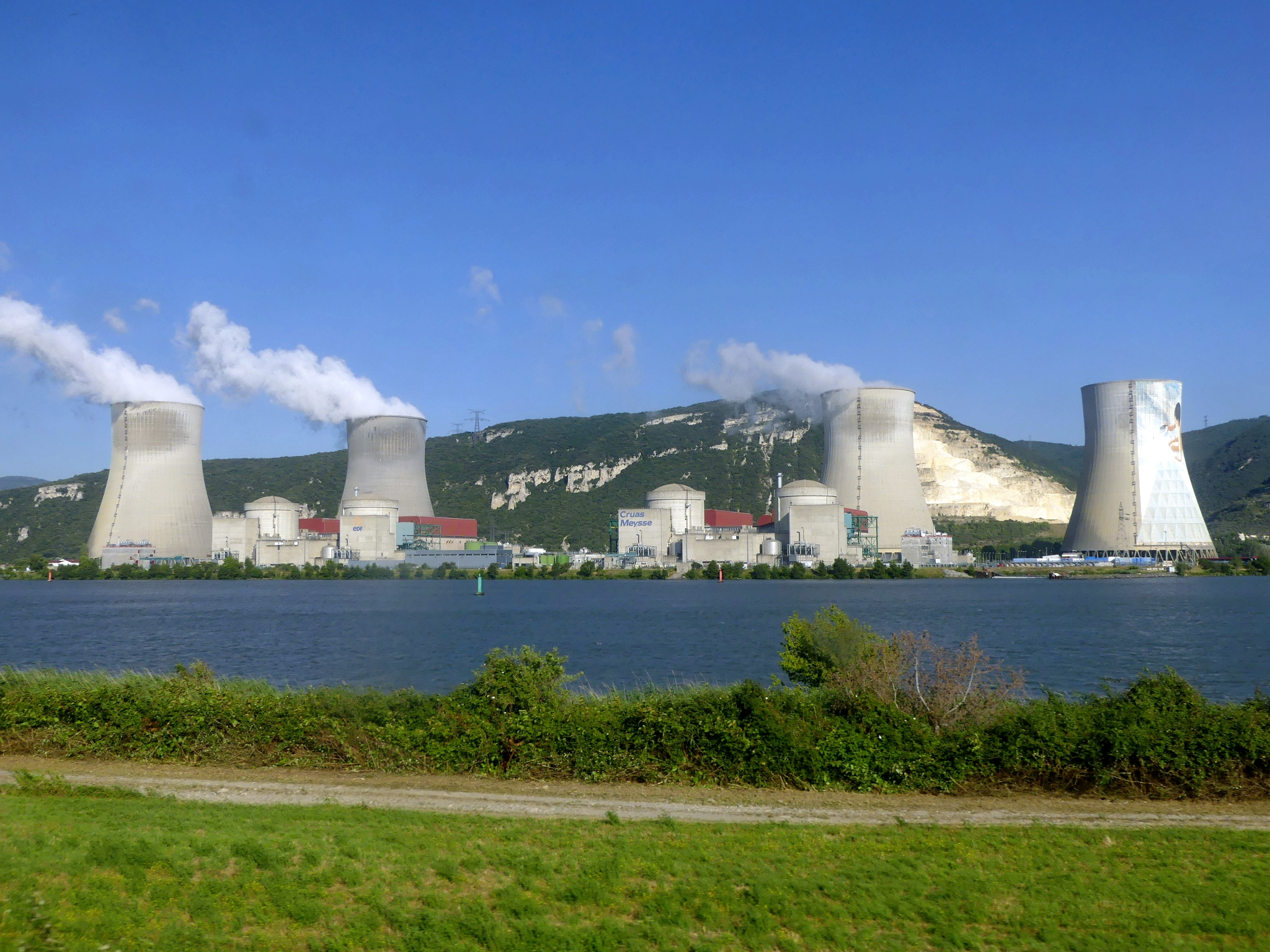
Atomkraftwerk Cruas

Cruas [kʁyas] ist ein französischer Ort und eine Gemeinde (commune) mit 2.954 Einwohnern (Stand 1. Januar 2022) im Département Ardèche in der Region Auvergne-Rhône-Alpes.

## Lage und Klima
Der Ort Cruas liegt an einer alten Römerstraße auf dem Westufer der Rhône in einer Höhe von ca. 85 m; er befindet sich zwischen Valence (ca. 50 km nördlich) und Montélimar (ca. 15 km südlich). Das Klima ist zumeist gemäßigt bis mild, an manchen Tagen weht jedoch der von Norden kommende Mistral heftig bis stürmisch; Regen (ca. 840 mm/Jahr) fällt überwiegend im Winterhalbjahr.

## Bevölkerungsentwicklung
| Jahr                       | 1800 | 1851 | 1901 | 1954 | 1999 | 2018 |
| Einwohner                  | 570  | 1009 | 1894 | 1701 | 2400 | 3014 |
| Quellen: Cassini und INSEE |      |      |      |      |      |      |

Trotz der Reblauskrise im Weinbau, der zunehmenden Mechanisierung der Landwirtschaft, der Aufgabe bäuerlicher Kleinbetriebe („Höfesterben“) und der daraus resultierenden Arbeitslosigkeit auf dem Lande ist die Einwohnerzahl der Gemeinde in der ersten Hälfte des 20. Jahrhunderts in etwa stabil geblieben; in der zweiten Hälfte des 20. und zu Beginn des 21. Jahrhunderts ist sie jedoch wegen des Atomkraftwerks und seiner Zulieferer deutlich angestiegen.

## Wirtschaft
In früherer Zeit war Cruas überwiegend landwirtschaftlich geprägt. Die Abteikirche wie auch die meisten anderen historischen Gebäude des Ortes sind aus dem in örtlichen Steinbrüchen gewonnenen Kalkstein erbaut. Seit den 1980er Jahren existiert ein zur Lafarge-Gruppe gehörendes Zementwerk und im Jahr 1985 ist das Kernkraftwerk des (Centre Nucléaire de Production d’Électricité / CNPE) der EDF (Électricité de France) mit vier Druckwasserreaktoren mit einer Nennleistung von jeweils 919 MW an das Stromnetz gegangen.

## Geschichte
Cruas geht auf ein im Jahre 804 gegründetes Benediktinerkloster mit einer Wehrkirche auf einem ins Tal der Rhône ragenden Felsvorsprung zurück. Dieses Kloster wurde im Verlauf der Hugenottenkriege (1562–1598) von protestantischen Truppen zerstört; lediglich die romanische Abteikirche blieb erhalten.

## Sehenswürdigkeiten
- Die im 11. und 12. Jahrhundert erbaute und im Jahr 1095 durch Papst Urban II. geweihte Abteikirche ist für ihre Architektur, ihren 'primitiven' Kapitellschmuck sowie für ihre Mosaike (Bestiarium in der Krypta und Apsismosaik) bekannt.

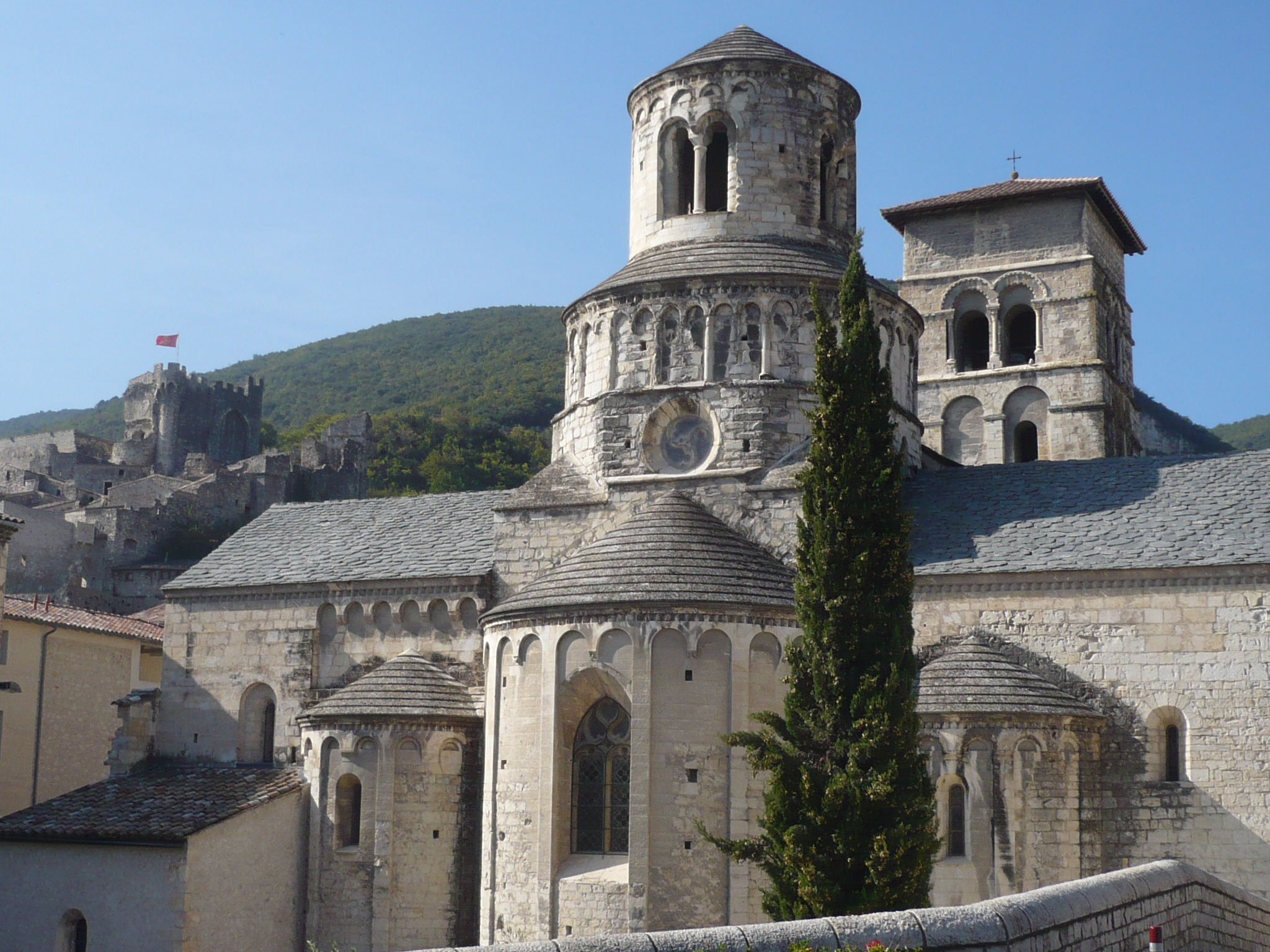
Abteikirche und Burg

- Abteikirche und BurgAn der örtlichen Burg (Château des Moines) wurde vom 12. bis zum 15. Jahrhundert immer wieder gebaut.[1][2]